# 플룸 (음악가)
플룸(영어: Flume, 1991년 11월 5일 ~ )은 오스트레일리아의 작곡가 겸 DJ로 본명은 할리 에드워드 스트레튼(영어: Harley Edward Streten)이다.
그는 1991년 11월 5일에 시드니에서 태어났고 지금까지도 거기서 거주하고 있다. 그는 13살 때부터 작곡을 시작하였는데, 2012년 11월 9일 "Flume"이라는 자신의 이름을 건 1집 정규 앨범을 발매하였다. 그 앨범은 오스트레일리아 차트인 ARIA 차트에서 1위를 기록한 바있다. 그의 최초앨범 "Flume"과 그의 싱글 곡들로 2013년에 그의 이름을 오스트레일리아의 대표적인 음악 시상식 ARIA Music Awards에서 4개분야에 후보자로 선정되었고, 4개 분야에서 상을 받았다. 그는 다수의 세계적인 아티스트들의 곡을 리믹스 했는데, 그 예로는 로드의 Tennis court, 디스클로저의 You & Me, 샘 스미스의 Lay me down 이 있다. 스트레튼은 2011년 오스트레일리아의 레코스 사인 퓨처 클래식(Future Classic)에서 열린 대회에서 그의 재능을 인정 받아 이 레코드사와 계약을 맺게 되었다. 그 당시 그는 "Sleepless", "Over You", "Paper Thin"을 대회에 제출했는데, 레코드사와 플룸은 이 3곡으로 플룸의 첫번째 EP 앨범 "Sleepless"를 발매하였다. 2013년 3월 그는 미국의 페스티벌중 하나인 SXSW Festival에서 "Must-See Acts"로 선정되기도 하였다.
2013년 그는 시드니 출신 DJ 겸 작곡가인 Emoh Instead와 "What So Not"이라는 듀오를 결성하였다. 하지만, 2015년 2월 스트레튼은 2014년에 만들어진 곡을 발매하는 것을 마지막으로 What So Not을 해체할 것을 발표하였다.
2015년 플룸은 "Some Minds"라는 곡과 "Turning"이란 곡의 리믹스를 발표하였다.

## 디스코그래피

### 앨범
- Flume (2012)
- Skin (2016)